# Philip Sheridan
Philip Henry Sheridan (Albany, 6 de março de 1831 - Nonquitt, 5 de agosto de 1888) foi um general do exército americano, participou da Guerra de Secessão e das Guerras indígenas. Autor da frase "índio bom é índio morto", que tem como pano de fundo o genocídios de milhões de índios promovido por desbravadores norte-americanos durante a conquista do oeste. Era um forte crítico do general Kemble Warren.
Sheridan foi um lider carismático, hiperativo e disposto a conseguir a vitória a todo custo.